# Сандатурія II
Сандатурія II (*бірм. ဒုတိယ စန္ဒသူရိယရာဇာ, д/н — 1710) — 33-й володар М'яу-У в 1707—1710 роках.

## Життєпис
Онук володаря Санда Тхудгамми. Про батьків відсітніс відомості. Також обмаль свідчень про власне діяльність Сандатурії. Прийшов до влади 1707 року внаслідок повалення каман (палацовою гвардією) Сандавімали I.
Втім всевладданя каман протягом попереднього панування призвело до численних повстань васальних племен та намісників. Згодом підняли заколот деякі з військовиків. Наслідком цього стала поразка каман і повалення Сандатурії II у вересні 1710 року командувачем Сандавізаєю I, що захопив владу. З цим остаточно припинила існування династією Лаунггьєт.